# Canis latrans latrans
El coyote de las llanuras (Canis latrans latrans) es una subespecie de coyote.

## Distribución
Sólo se encuentra en América del Norte; en Estados Unidos (Montana, Wyoming, Colorado, Nuevo México, Dakota del Norte, Oklahoma y norte de Texas) y Canadá (Alberta, Saskatchewan y Manitoba).